# Cheiridium congicum
Cheiridium congicum är en spindeldjursart som beskrevs av Beier 1970. Cheiridium congicum ingår i släktet Cheiridium och familjen dvärgklokrypare. Inga underarter finns listade i Catalogue of Life.